# Romantiska förbundet
Romantiska Förbundet är ett litterärt sällskap i Sverige som har sitt huvudsäte i Stockholm, och utgör en samlingsplats för romantikens tradition inom svensk litteratur.
Romantiska Förbundet bildades 1957 i Uppsala av främst Bo Setterlind och Harald Forss, samt ett antal poeter och författare. I kontrast till materialismen ville man verka för de humanistiska bildningsvärdena. Förbundet är ett forum för människor med olika bakgrund - diktare, konstnärer och deras publik. 
Förbundets ordförande är för närvarande poeten Alfonso Ambrossi. Dess mest kända medlem idag är Olle Hjern, Swedenborgianismens f.d. internationella kyrkopresident. Genom tiderna har förbundet hyst många betydande romantiker, såsom Halfdan Renling och Hans Ruin.
Romantiska Förbundet är medlem i DELS - de litterära sällskapens samarbetsnämnd.

## Tidskrift
Förbundets kvartalstidskrift som grundades 1978 heter "Aurora", namnet på morgonrodnadens gudinna i romersk mytologi.